# Physocnemum
Physocnemum is een kevergeslacht uit de familie van de boktorren (Cerambycidae). De wetenschappelijke naam van het geslacht werd voor het eerst geldig gepubliceerd in 1847 door Haldeman.

## Soorten
Physocnemum omvat de volgende soorten:
- Physocnemum andreae (Haldeman, 1847)
- Physocnemum brevilineum (Say, 1824)
- Physocnemum violaceipenne Hamilton, 1896